# 도후쿠지역
도후쿠지역(일본어: 東福寺駅)은 일본 교토부 교토시 히가시야마구에 위치한 게이한 전기 철도 · 서일본 여객철도의 철도역이다. 게이한 본선과 JR 서일본의 나라 선 등 2개의 노선이 운행 중이다.

## 역 구조

### 게이한 전기 철도
역 번호는 KH 36이며, 상대식 승강장 2면 2선의 구조를 갖춘 지상역이다.
상대식 승강장으로 2면 2선의 지상역이며 역사와 개찰구는 하행선 승강장 (동쪽)에 위치해 있다. 상행선 승강장에도 개찰구가 있는데 상행선 개찰구는 JR 역사 및 외부 연결 통로와 연결된다. 양 승강장은 지하도로 연결되어 있다. 산조 방면에서 JR 역으로 환승할 경우 하행선 승강장 쪽의 개찰구를 나와 발권기 옆의 연결 통로를 통해 JR 역사로 들어가야 한다. 배리어 프리 설비는 역사와 하행선 승강장 간의 경사면이 설치된 게 전부이지만 상행 승강장의 오사카 방면에 울타리가 쳐진 휠체어 전용 경사면이 있어 인터폰을 이용하여 역무원의 도움을 받을 수 있다.
| 1 | ■ 게이한 본선 | 상행 | 산조 · 데마치야나기 방면                             |
| 2 | ■ 게이한 본선 | 하행 | 주쇼지마 · 히라카타시 · 요도바야시 · 나카노시마 방면 |

### 서일본 여객철도
상대식 승강장으로 2면 2선의 지상역이며 교상역사를 보유하고 있다. 개찰구는 1개소만 존재한다. 역 업무는 서일본 여객철도 교통 서비스에 위탁되어 있다. 예전에는 1면 1선 구조였으나, 오바쿠역과 같은 형태로 증축되었다. 2009년 2월 16일부터는 이나리역과 함께 초록 창구의 영업을 시작하였다. 서일본 여객철도의 특정도구시내 제도에 의한 교토 시내 역에 속한다.
이코카 및 제휴 교통카드의 사용이 가능하다.
상대식 승강장 2면 2선의 구조를 갖춘 지상역이다.
| 1 | ■ 나라 선 | 상행 | 교토 방면        |
| 2 | ■ 나라 선 | 하행 | 우지 · 나라 방면 |

## 역세권 정보
- 미시마 신사
- 교토 제 1 적십자 병원
- 산요 화학 공업 본사 · 교토 공장
- 도후쿠지
- 게이한 전기 철도 도호쿠지 변전소

이외 역전에 소규모 상점들이 위치해 있다.

## 이용 현황과 승차량 변동
역명의 유래인 도후쿠지는 가을 단풍철에 관광객들이 많은데 도후쿠지 역 구내가 좁기 때문에 가을철만 되면 매우 혼잡해진다. 이 때 인접한 교토 역이나 관리역인 우지 역에서 서일본 여객철도 정규 역무원들이 파견되어 승객들의 안내를 맡게 된다. 2006년 가을부터 서일본 여객철도와 게이한 전기 철도가 공동으로 관광객에 대해 교토 시 히가시야마 구 일대의 도로 정체에 휘말리지 않고 이동할 수 있는 대안으로 교토역 → JR 도후쿠지 역 → 게이한 시치조 역·시미즈고조 역·기온시조 역 경로를 이용하도록 안내하고 있다. 또, 게이한 그룹에서 운영하고 있는 교토 타워의 외벽에도 위와 같이 JR 도후쿠지 역을 이용할 것을 안내하는 광고를 게시하고 가이드 맵을 배포하는 등 혼잡 해소를 위한 홍보를 위해 노력하고 있다.
2008년 가을부터는 도카이도 본선 (JR 고베 선) 다치바나역 ~ 고베역에서 도후쿠지 역까지는 JR선을 이용한 다음 게이한 선을 이용하여 교토 방면의 단풍 관광을 즐길 수 있는 '교토 모미지킷푸'가 한정 발매되었고, 2010년 봄에는 마이코역까지 구역을 확대하여 '봄의 교토 에코 킷푸'를 발매할 예정이다. 덧붙여 이에 수반하여 서일본 여객철도는 게이한 전기 철도가 소유하고있던 34m²의 부지를 빌려 승강장을 확대하고 있다.
| 연도   | 게이한 전기 철도   | 게이한 전기 철도   | JR 서일본          |
| 연도   | 1일 평균 하차 인원 | 1일 평균 승차 인원 | 1일 평균 승차 인원 |
| ------ | ------------------ | ------------------ | ------------------ |
| 2004년 | -                  | 6,455              | 5,526              |
| 2005년 | -                  | 6,592              | 5,805              |
| 2006년 | -                  | 6,216              | 6,178              |
| 2007년 | 14,008             | 6,170              | 6,433              |
| 2008년 | 14,249             | 7,164              | 6,660              |
| 2009년 | 14,282             | 7,211              | 6,882              |
| 2010년 | 14,359             | 7,282              | 7,222              |
| 2011년 | 14,063             | 6,934              | 7,538              |
| 2012년 | 14,442             | 7,403              | 8,027              |
| 2013년 | 15,359             | 7,907              | 8,433              |
| 2014년 | 16,843             | 8,644              | 8,899              |
| 2015년 | 18,696             | 9,369              | 9,541              |

## 역사
현재의 나라 선 교토 역 ~ 이나리 역 간은 도카이도 본선의 일부로서 1879년에 개업하였지만 당시에는 도후쿠지 역이 개설되지 않았었다.
- 1910년 4월 15일: 게이한 전기 철도가 덴마바시 역 ~ 고조 역 간에 노선을 신설하여 개업하였다.
- 1943년 10월 1일: 회사 합병을 통해 게이한신 급행 전철의 역이 되었다가, 1949년 12월 1일에 회사 분리로 다시 게이한 전기 철도의 역이 되었다.
- 1957년 12월 27일: 일본국유철도 나라 선의 도후쿠지 역이 교토 역 ~ 이나리 역 간에 신설 개업하였다.
- 1987년 4월 1일: 민영화에 의해 일본국유철도 도후쿠지 역이 서일본 여객철도의 소속이 되었다.
- 1993년 5월 19일: 게이한 도후쿠지 역의 승강장 지붕 길이가 61m에서 100m로 늘어났다.
- 1993년 10월 23일: 역무실이 완공되었다.
- 1993년 12월 5일: 서일본 여객철도 도후쿠지 역이 교상화되었다.
- 1994년 12월 27일: 게이한 도후쿠지 역 개량 공사가 완료되었다.
- 2001년 10월 1일: 서일본 여객철도 도후쿠지 역이 쾌속·구간쾌속의 정차역이 되었다. 2003년 3월 15일부터는 미야코지 쾌속도 정차하게 되었다.
- 2003년 11월 1일: 이코카의 사용이 개시되었다.

## 인접역
| 게이한 전기 철도 본선            | 게이한 전기 철도 본선              | 게이한 전기 철도 본선          |
| -------------------------------- | ---------------------------------- | ------------------------------ |
| KH 35 도바카이도 요도야바시 방면 | ■ 게이한 본선                      | 시치조 KH 37 데마치야나기 방면 |
| 서일본 여객철도 나라 선          |                                    |                                |
| 교토 교토 방면                   | ■ 미야코지 쾌속 ■ 쾌속 ■ 구간 쾌속 | 로쿠지조 나라 방면             |
| 교토 교토 방면                   | ■ 보통                             | 이나리 나라 방면               |